# سيكو كيتا
سيكو كيتا (بالفرنسية: Sekou Keita)‏ (30 نوفمبر 1979 بمقاطعة نيمبا في ليبيريا - ) هو لاعب كرة قدم مالي في مركز الهجوم. شارك مع منتخب ليبيريا لكرة القدم. أما مع النوادي، فقد لعب مع نادي جان دارك ونادي زاريا بالتي ونيويورك ريد بولز وAS Bamako ‏ وInvincible Eleven ‏.

## وصلات خارجية
- سيكو كيتا على موقع قاعدة بيانات كرة القدم.إي يو (الإنجليزية)
- سيكو كيتا على موقع ناشيونال فوتبول تيمز (الإنجليزية)